# Krępica (województwo mazowieckie)
Krępica – wieś sołecka w Polsce położona w województwie mazowieckim, w powiecie płońskim, w gminie Płońsk.
We wsi działa jednostka OSP.
Prywatna wieś szlachecka położona była w drugiej połowie XVI wieku w powiecie zakroczymskim ziemi zakroczymskiej województwa mazowieckiego. W latach 1975–1998 miejscowość administracyjnie należała do województwa ciechanowskiego.
Wierni kościoła rzymskokatolickiego należą do parafii Świętego Stanisława Biskupa Męczennika w Starej Wronie.